# Челбас
Челбас — степная река в Краснодарском крае. Длина — 288 километров.  Площадь водосборного бассейна — 3950 км. Средний расход воды — 2,41 м³/с (у станицы Новоплатнировская).
Начинается к северу от станицы Темижбекской, в 4 километрах от реки Кубань, вытекая из пруда Мирского, наполняемого ручьями двух балок. Первый населённый пункт от истока реки Черномуровский. Впадает в болото Большие Челбассы. С Азовским морем Челбас связан несколькими лиманами (Сладкий лиман → Горький лиман → Кущеватый лиман → через Челбасское гирло в Бейсугский лиман).
В долине реки расположены станицы Архангельская, Новорождественская, Старолеушковская, Новопластуновская, Новоплатнировская, Крыловская, Каневская, Алексеевская, хутор Большевик.

## Название
Название реки происходит от тюркского «челбасу» — «ковш воды», «мелководная река». Древние греки называли реку Феофания, то есть «Богоявление».
От названия реки произошли названия следующих объектов: Челбасское Гирло, болото Большие Челбасы, речка Сухая Челбаска, речка Средняя Челбаска, хутор Сухие Челбасы, хутор Средние Челбасы, хутор Средний Челбас, хутор Большие Челбасы, станица Челбасская, железнодорожная станция Челбас, различные балки.

## Течение
В верхнем течении Челбас течёт на северо-запад, но у станицы Новоплатнировской меняет направление на западное. Течение на всём протяжении спокойное.

## Притоки
Основные притоки:
- правые — Борисовка, Тихонькая;
- левые — Средний Челбас, Средняя Челбаска, Сухая Челбаска

## Состав воды
Воды реки Челбас высокоминерализованные и жесткие. Содержание солей в них колеблется от 2000 мг/л до 5200 мг/л. Преобладающими (по весу) ионами являются сульфатный, натрия и гидрокарбонатный. Воды Челбаса сульфатонатриевые второго типа.

## Экология
Питьевые, технические и ирригационные качества воды реки Челбас низкие, обладают сульфатной агрессией для бетонов, как и воды реки Ея.
Экологическое состояние воды в реке на протяжении последнего столетия неуклонно ухудшается.